# Meurig ab Idwal
Meurig ab Idwal was een van de zonen van Idwal Foel. Na de dood van Hywel Dda in 950 namen Meurig en zijn broers de macht over in Gwynedd, al lijken Iago en Ieuaf de leiders geweest te zijn. In 974 werd Meurig uitgeschakeld doordat hem de ogen werden uitgestoken, wellicht door zijn neef Hywel ab Ieuaf die dat jaar de macht greep. Een bron, de Annales Cambriae meldt Meurigs dood in 986, maar daar wordt vermoedelijk zijn neef Maig ab Ieuaf bedoeld.